# 라이덴병

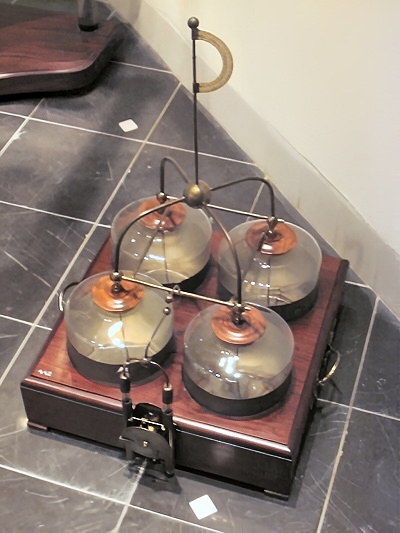
네 개의 물이 채워진 라이덴병으로 만든 전지. 라이덴의 뵈르하베 박물관

라이덴병(영어: Leyden jar)은 정전기를 축적하는 도구이다. 유리병을 사이에 두고 두 전극이 안쪽과 바깥쪽에 놓여 있다. 라이덴병은 일반적으로 유리병의 안쪽과 밖을 감싼 한쌍의 금속 박막으로 이루어져 있으며 금속막대가 안쪽과 연결되어 있다. 라이덴병은 일반적으로 콘덴서라고 불리는 축전기의 시초이다.
라이덴병은 1745년 독일의 수사 에발트 게오르그 폰 클라이스트가 소개한 바 있으며 이와 독립적으로 네덜란드의 과학자 라이덴의 피에터 반 뮈스헨브룩가 1745년에서 1746년 사이 제작하였다. 뮈스헨브룩의 것이 유명해져 도시 이름을 따 라이덴병으로 불리게 되었다.
라이덴병은 초기 전기 실험에서 자주 사용되었고 전자기학의 기초적인 발견을 이끌었다. 라이덴병은 애초에는 실험자가 병에 축적된 전기를 의도대로 방전시킬 수 있는 도구를 의미하였다. 오늘날에도 기초 전자기학의 교육에 사용된다.

## 역사
고대 그리스에서는 이미 호박을 천으로 마찰하면 정전기가 만들어진다는 것을 알고 있었다. 이렇게 만들어지는 전기를 마찰전기라고 한다. 호박은 그리스어로 엘렉트론(ἤλεκτρον)이었기 때문에 이 말이 그대로 전기를 뜻하는 말로 쓰이게 되었다.
1650년 무렵 오토 폰 게리케는 단순한 정전 기전기를 제작하였다. 황으로 만든 구에 축을 연결한 것이었다. 게리케는 구에 손을 댄 채 축을 빠르게 돌리면 전하가 발생한다는 것을 발견하였다.
1745년 무렵 라이덴병은 두 부류에 의해 독립적으로 발견되었다. 한 쪽명은 독일의 부제인 에발트 게오르그 폰 클라이스트이었고, 다른 한 쪽은 네덜란드 라이덴의 과학자 피에터 반 뮈스헨브룩와 그의 조수 안드레아스 퀴네우스였다.
라이덴병은 매우 높은 전압의 전위차를 만들어 낼 수 있다. 병 안쪽에 축적되는 전압은 3만 5천 볼트까지 오를 수 있으며 병 안에서 위쪽으로 연결된 금속 막대가 접지된 도체와 닿는 순간 방전된다. 사람의 몸도 그러한 도체가 될 수 있으며 큰 전기 충격을 받을 수 있다.

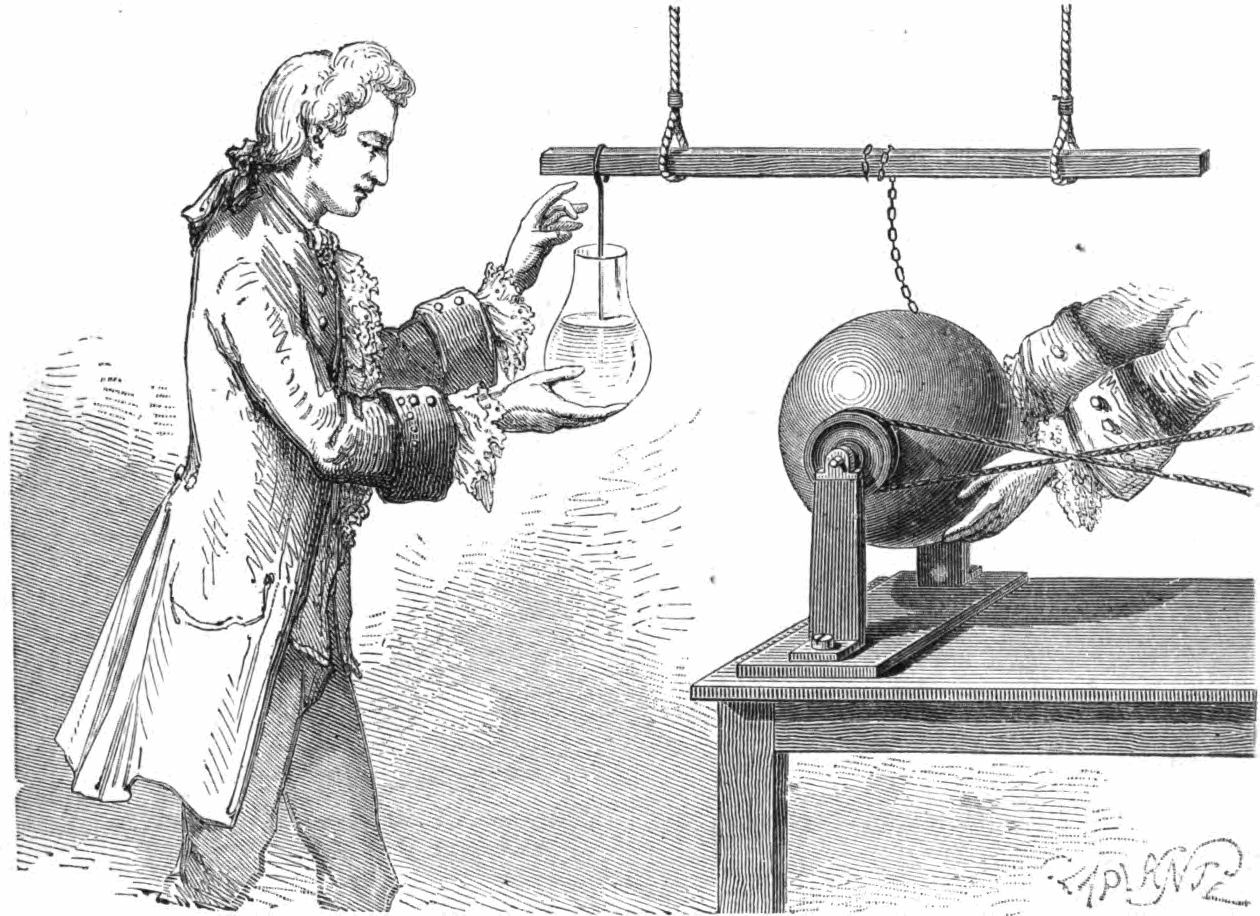
무쉔브뢰크의 연구실에서 행해진 라이덴병 실험. 회전하는 유리 구가 정전 기전기(靜電 起電器)의 역할을 하여 조수인 안드레아스 퀴네우스의 손에 들린 물이 채워진 유리 병에 전기를 충전한다. 그는 철사를 병 안의 물과 닿아있는 철사에 손을 대고 전기 충격을 받았다.

## 제작

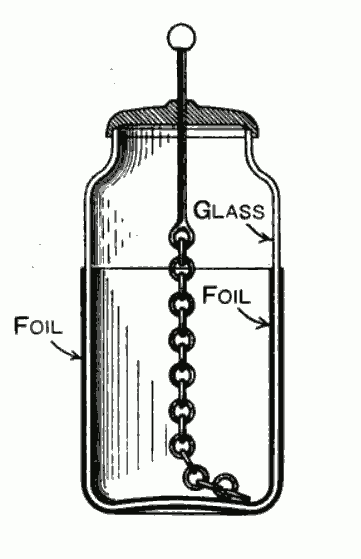
라이덴병의 구조

전형적인 라이덴병은 유리병의 안과 밖에 금속판을 두른 것이다. 병의 위쪽에 뚜껑을 달고 금속 막대가 안쪽으로 통과하여 유리병 안의 금속판과 닿게 한다. 정전 기전기를 이용하여 금속 막대를 통해 전하를 충전한다. 안쪽의 금속판은 접지가 되어 있지 않기 때문에 전하가 방전되지 않고 축적된다.
최초의 라이덴병은 병 안에 물을 채웠지만 얼마 지나지 않아 병 안쪽에 금속판을 두르는 것이 더 효율적이라는 것을 알게 되었다. 뚜껑과 연결된 금속막대가 접지되면 코로나 방전을 일으키게 된다.

## 축전기

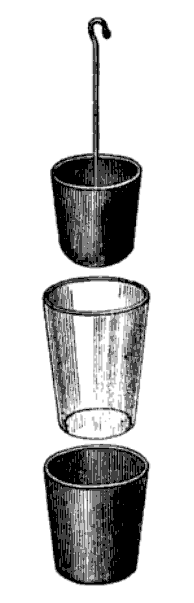
라이덴병의 구조. 1876년의 삽화

라이덴병이 최초로 만들어졌을 때에는 전하의 축적이 물속에서 이루어진다고 여겨졌다. 그러나 1700년대 미국의 벤자민 프랭클린은 실험을 통해 전하의 축적이 유리병 자체에서 이루어진다는 것을 발견하였다. 프랭클린은 충전된 라이덴병을 분해한 후 전하가 유리에 축적되어 있음을 보이는 공개 실험을 진행하였다. 유리가 축전기의 유전체 역할을 한다는 것을 발견한 것이다. 프랭클린은 1749년 이와 관련한 최초의 논문을 발표하였다.
라이덴병에 대한 프랭클린의 실험은 축전기가 유전체에 전기 에너지를 축적한다는 것을 보여준다.

## 잔류 전하
라이덴병은 한 번 방전한 뒤에도 수 분 뒤에 다시 전하가 축적되어 방전을 일으킬 수 있다. 이러한 잔류 전하 방전은 서너차례 일어나기도 하는데 유전체인 유리가 전하를 축적하면서 극성을 지니게 되기 때문이다. 전자 부품에서 사용되는 축전기들 역시 극성이 형성되어 방전 뒤 잔류 전하를 가질 수 있다. 전자 제품에 사용된 축전기의 잔류 전하는 고장이나 안전 사고의 원인이 될 수 있으므로 방전 저항이나 방전 코일을 이용하여 제거한다.

## 라이덴병의 직렬 연결

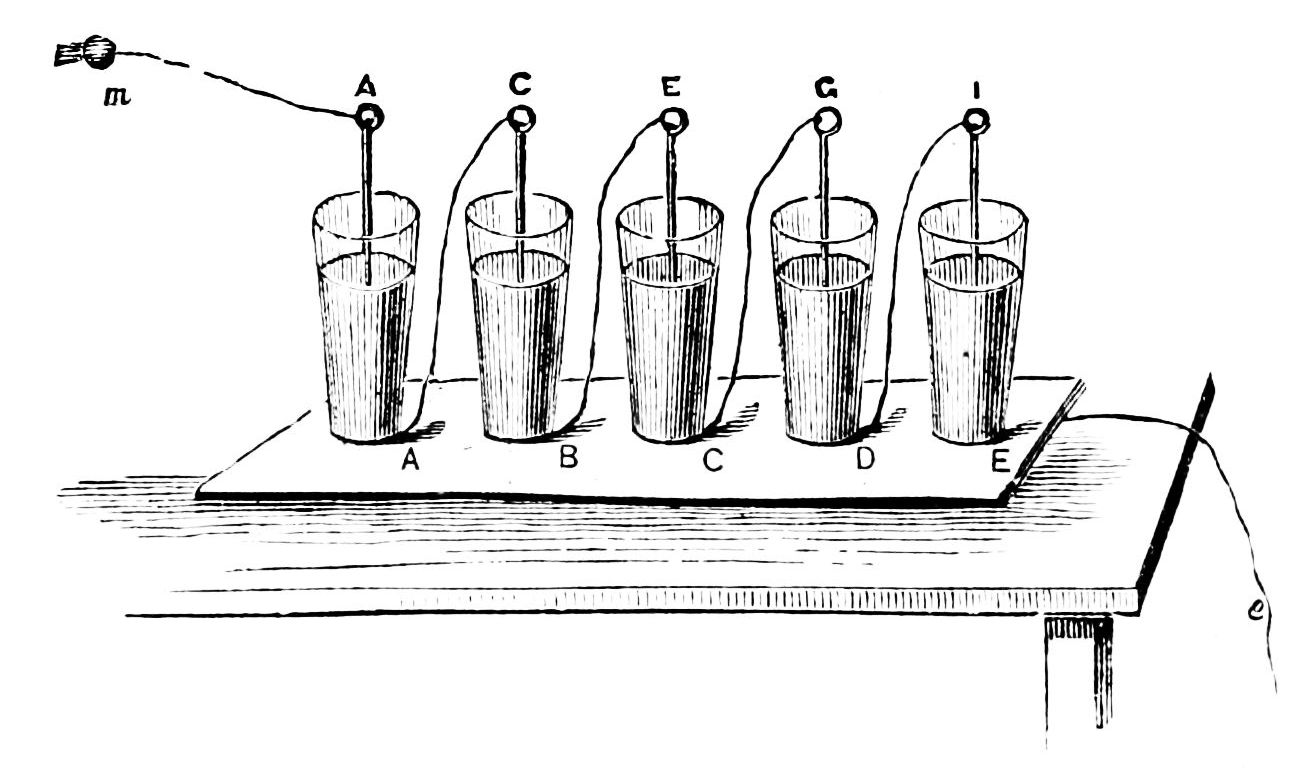
라이덴병의 직렬 연결

1747년에서 1748년 사이 벤자민 프랭클린은 라이덴병을 직렬로 연결하여 전기용량을 늘리는 실험을 하였다. 이렇게 연결된 라이덴병은 베터리로 이용할 수도 있다.

## 같이 보기
- 밴더그래프 발전기
- 프랭클린의 종